# Keeper of the Seven Keys Part 2
Keeper of the Seven Keys Part 2 ist das dritte Album der deutschen Band Helloween. Es gilt als wegweisend für den Power-Metal-Stil. Außerdem enthält es deutliche Elemente von Heavy- und Speed-Metal. Das Album wurde 1988 von Noise International herausgebracht und ist die Fortsetzung des vorherigen Albums Keeper of the Seven Keys Part 1. Für Helloween war es das letzte Album mit Kai Hansen, der daraufhin Gamma Ray gründete.
Das Intro Invitation und das 13-minütige Titelstück stellen dabei eine Kontinuität zum Vorgängeralbum Keeper of the Seven Keys her. Obwohl das Album allem Anschein nach als Konzeptalbum gedacht war, fehlen hier ein eindeutiges Thema und eine Verbindung der Einzelstücke, welche textlich nicht aufeinander aufbauen.
Das Album erreichte in Deutschland Platz 5 und konnte auch die Verkaufszahlen des Vorgängers überbieten. Das Album erreichte, als bisher einziges der Band, Goldstatus in Deutschland. 1990 wurde dem Album dieser Status aberkannt, nachdem eine Prüfung ergab, dass die Plattenfirma die verkauften Exportexemplare zu den Inlandsverkäufen dazugerechnet hatte. In der offiziellen Datenbank des IFPI wird sie dennoch als Goldene Schallplatte erfasst. Trotzdem zählt das Album zu den erfolgreichsten deutschen Power-Metal-Alben. Die Single Dr. Stein stieg ebenfalls in den deutschen Top Ten ein.
Fortgesetzt wurde die Thematik 2005 mit dem Album Keeper of the Seven Keys – The Legacy.

## Titelliste
1. Invitation (Weikath) – 1:06
2. Eagle Fly Free (Weikath) – 5:08
3. You Always Walk Alone (Kiske) – 5:08
4. Rise and Fall (Weikath) – 4:20
5. Dr. Stein (Weikath) – 5:03
6. We Got the Right (Kiske) – 5:07
7. March of Time (Hansen) – 5:13
8. I Want Out (Hansen) – 4:39
9. Keeper of the Seven Keys (Weikath) – 13:38
10. Save Us (Hansen) – 5:12

### Expanded Edition Bonuslieder (CD 2)
1. Savage (B-side taken from 'Dr. Stein' EP) – 3:25
2. Living Ain’t No Crime (B-side taken from 'Dr. Stein' EP) – 4:42
3. Don’t Run for Cover (B-side taken from 'I Want Out' EP) – 4:45
4. Dr. Stein (Remix from Treasure Chest) – 5:05
5. Keeper of the Seven Keys (Remix from Treasure Chest) – 13:51

### Singleauskopplungen
- Dr. Stein
- I Want Out